# Caitlin Regal
Caitlin Regal (Takapuna, 9 de fevereiro de 1992) é uma canoísta neozelandesa, campeã olímpica.

## Carreira
Regal conquistou a medalha de ouro nos Jogos Olímpicos de Verão de 2020 em Tóquio na prova de K-2 500 m, ao lado de Lisa Carrington, com o tempo de 1:35.785 minuto.